# جيورجي كارولي
جيورجي كارولي (بالمجرية: Károly György)‏ هو كاتب وشاعر مجري، ولد في 31 أغسطس 1953 في بودابست في المجر، وتوفي في 26 أكتوبر 2018 في Szigetszentmiklós ‏ في المجر.